# Арагва (село)
Арагва (груз. არაგვა) — село в Грузії.
За даними перепису населення 2014 року в селі проживає 861 особа.